# Bahnhof Stiege
Der Bahnhof Stiege ist ein Trennungsbahnhof im Netz der Harzer Schmalspurbahnen (HSB) in Stiege (Harz). Dort zweigt die Strecke 9702 (Stiege–Eisfelder Talmühle) von der Strecke 9703 (Quedlinburg–Hasselfelde), dem Hauptast der Selketalbahn, ab. Eine Besonderheit des Bahnhofes stellt die seit 1984 vorhandene Wendeschleife dar.

## Geschichte
Eröffnet wurde der Bahnhof von der Gernrode-Harzgeroder Eisenbahn-Gesellschaft (GHE) mit der Fertigstellung des Abschnitts der Teilstrecke von Güntersberge nach Stiege am 1. Dezember 1891. Ein halbes Jahr später folgte am 1. Mai 1892 die Verlängerung von Stiege bis Hasselfelde. 1905 eröffnete die GHE am 15. Juli eine Zweigstrecke von Stiege nach Eisfelder Talmühle, damit war eine Verbindung zwischen dem Netz der GHE und der ebenfalls meterspurigen Nordhausen-Wernigeroder Eisenbahn-Gesellschaft (NWE) und deren Harzquerbahn hergestellt. Stiege erhielt damit eine Bahnverbindung in Richtung Nordhausen.
Nach dem Zweiten Weltkrieg wurde die Selketalbahn 1946 als Reparationsleistung für die Sowjetunion fast vollständig abgebaut. Lediglich die Strecke von Hasselfelde über Stiege nach Eisfelder Talmühle blieb erhalten; der Bahnhof Stiege verlor seine Funktion als Trennungsbahnhof. Die Betriebsführung in Stiege wurde der NWE übertragen. Zusammen mit dieser ging der Bahnhof 1949 an die Deutsche Reichsbahn über. Zwar begann bereits kurz nach Demontage der Wiederaufbau des unteren Abschnitts der Selketalbahn, Endbahnhof wurde jedoch Straßberg.
Anfang der 1980er Jahre begann die Deutsche Reichsbahn mit Planungen für den Wiederaufbau der Strecke von Stiege nach Straßberg. Wesentliches Motiv war der Transport von Braunkohle zu einem neuen Heizwerk in Silberhütte. Entsprechend der damaligen Devise zur Kraftstoffeinsparung in der auf Braunkohle basierenden Energiewirtschaft der DDR sollte der Brennstofftransport per Bahn stattfinden. Das Lichtraumprofil der Selketalbahn wäre jedoch nur mit unverhältnismäßigem Aufwand für einen Rollwagenverkehr ab Gernrode zu erweitern gewesen, eine Umladung der Kohle in Schmalspurgüterwagen wäre ebenfalls ineffektiv gewesen. Daher fiel die Entscheidung, für die täglich zu transportierenden 150 bis 170 Tonnen Kohle die Strecke von Stiege nach Straßberg wieder aufzubauen, da auf der Strecke von Nordhausen bis Hasselfelde bereits Rollwagenverkehr durchgeführt wurde. Im September 1982 begann der Wiederaufbau, die Strecke konnte schließlich am 30. November 1983 für den Verkehr freigegeben werden. Der Bahnhof Stiege erhielt eine Wendeschleife, um die Kohlezüge von Nordhausen nach Silberhütte ohne Richtungs- und Lokomotivwechsel durch den Bahnhof führen zu können. Um den Betrieb möglichst effizient durchführen zu können, erhielt der Bahnhof zudem Rückfallweichen. Erste Kohlezüge fuhren bereits im Februar 1984 durch Stiege, der vollständige Betrieb wurde jedoch erst nach Fertigstellung der Wendeschleife am 3. Juni 1984 im Personenverkehr und drei Tage später im Güterverkehr aufgenommen. Seitdem verkehrten täglich zwei Zugpaare mit Braunkohle durch den Bahnhof Stiege und passierten aufgrund der Wendeschleife das Bahnhofsgebäude jeweils zweimal. Nach der Wende wurde das Heizwerk 1992 stillgelegt und der Kohletransport beendet. Seitdem wird der Bahnhof Stiege nur noch im Personenverkehr bedient. 1993 übernahmen die Harzer Schmalspurbahnen das gesamte Netz und damit den Bahnhof Stiege von der Deutschen Reichsbahn.
Seit dem Frühjahr 2021 wurde nahe dem Bahnhof die umgesetzte Stabkirche Stiege wieder aufgebaut. Die offizielle Einweihung der Stabkirche am neuen Standort war am 20. Mai 2022.

## Gleisanlagen

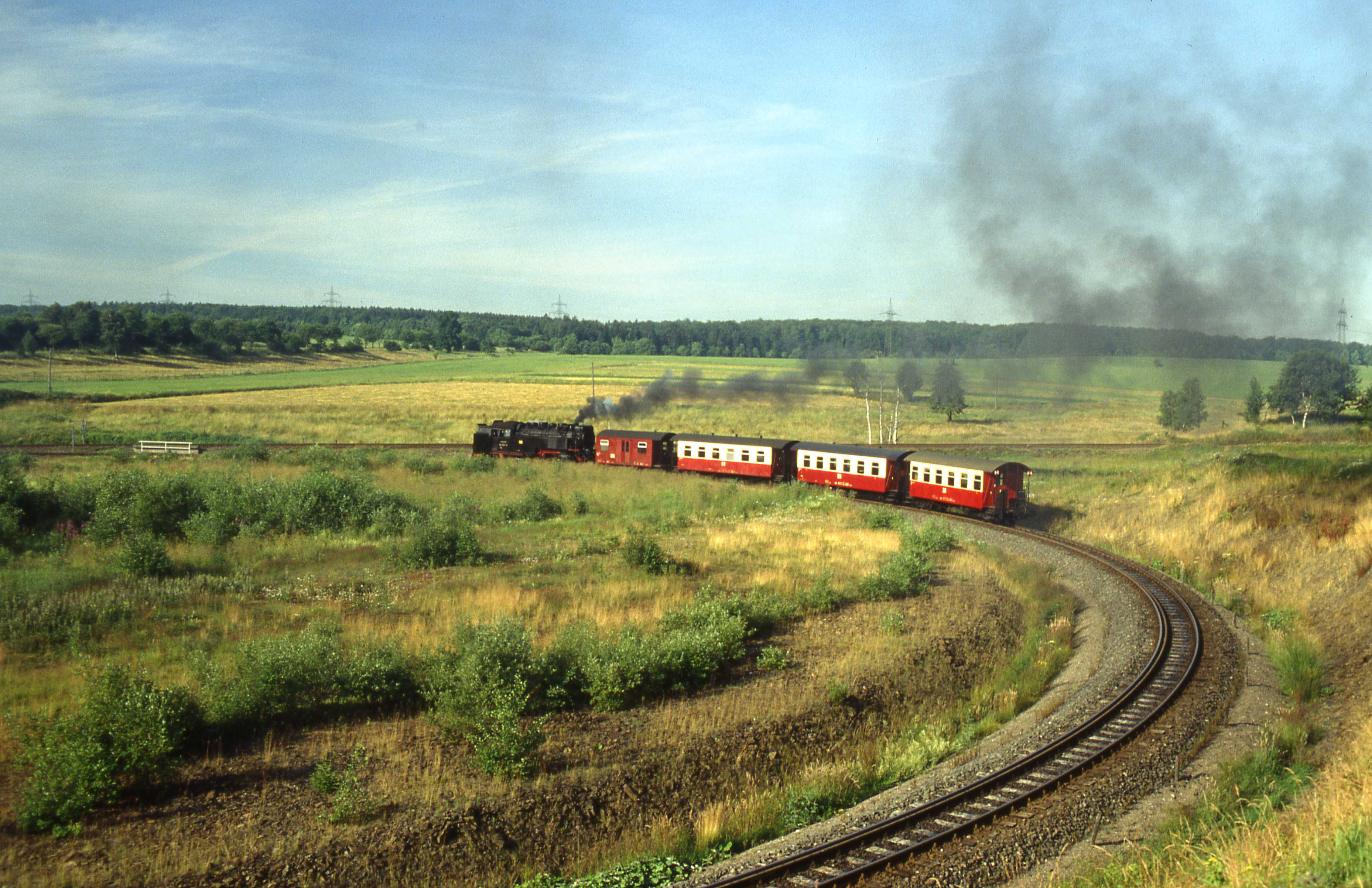
Reisezug der Deutschen Reichsbahn 1991 in der Wendeschleife des Bahnhofs Stiege

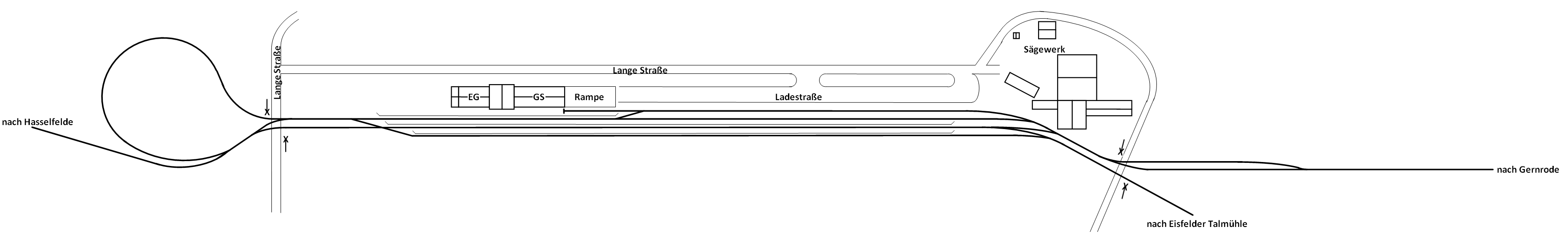
Gleisplan (Stand: 2015)

Der Bahnhof Stiege ist vor allem für seine Wendeschleife bekannt, einer ansonsten – abgesehen von einigen Beispielen an den straßenbahnähnlich betriebenen RNV-Strecken im Rhein-Neckar-Raum oder in Voerde an der im Jahre 1963 eingestellten Kleinbahn Haspe–Breckerfeld – bei deutschen Schmalspureisenbahnen nicht zu findenden Konstruktion. Er besitzt seit dem grundlegenden Umbau 1983/84 drei Bahnsteiggleise und ein Ladegleis. Die Bahnsteiggleise werden, bedingt durch die Rückfallweichen, normalerweise jeweils im Richtungsbetrieb befahren. Gleis 1 dient den Zügen aus Richtung Gernrode, Gleis 2 in Richtung Gernrode und Eisfelder Talmühle und Gleis 3 für die Züge aus Richtung Eisfelder Talmühle. Lediglich die Weiche am südöstlichen Bahnhofsende, an der sich die Strecken nach Eisfelder Talmühle und Gernrode verzweigen, die Weiche an der Verzweigung zur Wendeschleife beziehungsweise nach Hasselfelde sowie die zum Ladegleis blieben ortsbedient, alle anderen Weichen sind Rückfallweichen. Sie werden durch das Zugpersonal gestellt; der Bahnhof Stiege ist unbesetzt. Triebwagen können auch direkt auf den Bahnsteiggleisen Kopf machen. Die etwa 400 Meter lange Schleife mit einem Bogenradius von 60 Metern wird in der Regel gegen den Uhrzeigersinn befahren.